# Trypanaeus catharinensis
Trypanaeus catharinensis är en skalbaggsart som beskrevs av Heinrich Bickhardt 1920. Trypanaeus catharinensis ingår i släktet Trypanaeus och familjen stumpbaggar. Inga underarter finns listade i Catalogue of Life.